# جين فوندا
جين فوندا (بالإنجليزية: Jane Fonda) (وُلدت في 21 ديسمبر 1937) هي ممثلة، وناشطة سياسية، وعارضة أزياء سابقة أمريكية، تلقت عدة جوائز من بينها جائزتا أوسكار، وجائزتا بافتا، وسبع جوائز غولدن غلوب، وجائزة إيمي برايم تايم، وجائزة معهد الفيلم الأمريكي لإنجاز الحياة، وجائزة الأسد الذهبي الفخرية.
والدها هو الممثل هنري فوندا، ووالدتها سيدة المجتمع البارزة فرانسيس فورد سيمور. بدأت فوندا مسيرتها التمثيلية في مسرحية برودواي كانت هناك فتاة صغيرة (1960)، وتلقت عنها ترشيحًا لجائزة توني لأفضل ممثلة مساعدة في مسرحية، ثم بدأت مسيرتها السينمائية في وقت لاحق من العام نفسه بالفيلم الرومنسي الكوميدي تول ستوري. دخلت عالم الشهرة في ستينيات القرن العشرين عن طريق أفلام مثل بيريود أوف أدجستمنت (1962)، وصنداي إن نيويورك (1963)، وكات بالو (القط بالو) (1965)، وبيرفوت إن ذا بارك (1967)، وبارباريلا (1968). كان زوجها الأول مخرج بارباريلا روجر فاديم. ترشحت فوندا لجائزة الأوسكار سبع مرات، كانت أولاها عن فيلم ذَي شوت هورسز، دونت ذَي؟ (هم يقتلون الخيول، أليس كذلك؟) (1969)، ثم استمر ذلك لتحصد جائزة الأوسكار لأفضل ممثلة مرتين في سبعينيات القرن العشرين عن فيلمَي كلوت (1971) وكومينغ هوم (العودة للديار) (1978). أما ترشيحاتها الأخرى، فقد كانت عن أفلام جوليا (1977)، وذا تشاينا سيندروم (1979)، وأون غولدن بوند (على البركة الذهبية) (1981)، وذا مورنينغ آفتر (1986). رسّخت الأفلام الناجحة المتعاقبة، فن ويذ ديك آند جين (اضحك مع ديك وجين) (1977)، وكاليفورنيا سويت (جناح كاليفورنيا) (1978)، وذي إلكتريك هورسمان (1979)، و9 تو 5 (1980)، قوةَ فوندا في جذب المشاهدين إلى شباك التذاكر، وفازت بجائزة إيمي برايم تايم عن أدائها في الفيلم التلفزيوني ذا دولميكر (1984).
في عام 1982، أطلقت أول فيديو تدريبات رياضية لها بعنوان جين فونداز ووركآوت، وأصبح أكثر أشرطة الفيديو مبيعًا في التاريخ. كان الأول بين 22 شريط فيديو خلال الأعوام الثلاثة عشر التالية، وباعت إجماليًا أكثر من 17 مليون نسخة. بعد طلاقها من زوجها الثاني توم هايدن، تزوجت بمالك وسائل الإعلام الملياردير تِد تيرنر في عام 1991 واعتزلت التمثيل، عقب سلسلة من الأفلام التي لم تلقَ نجاحًا تجاريًا كان آخرها ستانلي آند آيريس (1990). تطلقت فوندا من تيرنر في عام 2001، وعادت إلى الشاشة الكبيرة عن طريق الفيلم الناجح مونستر إن لو (2005). رغم عدم مشاركة النجمة خلال العقد الأول من الألفية الجديدة سوى في فيلم جورجيا رول (2007) بالإضافة إلى الفيلم السابق، فقد انطلقت مسيرتها من جديد بشكل كامل في أوائل العقد التالي، من خلال أفلام متعاقبة، مثل ذا بتلر (رئيس الخدم) (2013)، وذس إز وير آي ليف يو (2014)، ويوث (2015)، وأور سولز أت نايت (أرواحنا في الليل) (2017)، وبوك كلوب (نادي الكتاب) (2018). في عام 2009، عادت إلى برودواي بعد غياب دام 49 عامًا عن خشبة المسرح، في مسرحية 33 فارييشنز التي ترشحت عنها لجائزة توني لأفضل ممثلة في مسرحية، في حين ترشحت مرتين لجائزة إيمي برايم تايم عن دورها الكبير متكرر الظهور في المسلسل الدرامي ذا نيوزروم (غرفة الأخبار) (2012-2014) الذي أنتجته إتش بي أو. أطلقت أيضًا خمسة فيديوهات تمارين أخرى بين عامي 2009 و2012. تلعب فوندا حاليًا دور غريس هانسون في مسلسل نتفليكس الكوميدي غريس آند فرانكي، الذي بدأ عرضه في عام 2015 وترشحت عنه لجائزة إيمي برايم تايم وثلاث جوائز من نقابة ممثلي الشاشة.
كانت فوندا ناشطة سياسية بارزة ضمن فترة الثقافة المضادة خلال حرب فيتنام، وقد التُقطت صور لها وهي جالسة على مدفعية دفاع جوي فيتنامية شمالية خلال زيارة قامت بها إلى هانوي في عام 1972، اكتسبت بسببها لقب «هانوي جين». خلال هذه الفترة، وُضعت على القائمة السوداء لدى هوليوود بشكل حاسم. شاركت أيضًا في الاحتجاجات على حرب العراق والعنف ضد النساء، وتصف نفسها بالناشطة النسوية والبيئية. في عام 2005، شاركت مع روبن مورغان وغلوريا ستاينم في تأسيس المركز الإعلامي النسائي، وهو منظمة تعمل على إيصال أصوات النساء إلى الإعلام من خلال الدفاع والتدريب الإعلامي والقيادي وخلق محتوى أصلي، وتعمل فوندا ضمن المجلس الإداري للمنظمة.

## حياتها
في عام 1991 تزوجت من تد تيرنر وإنفصلا في عام 2001، عرف عن فوندا نشاطها السياسي على عدة صعد، وكان من أشدها وأكثرها إثارة للجدل معارضتها الشديدة لحرب فيتنام حيث زارت هانوي في يوليو 1972، وانتقدت التدخل الأمريكي في ذلك البلد. كما تظاهرت أيضا ضد حرب العراق وكذلك لنصرة قضايا المرأة، تصف جين فوندا نفسها بالليبرالية والأنثوية وهي تقيم حاليا في أتلانتا بولاية جورجيا.

## عملها في الكتابة
في 5 أبريل عام 2005، صدرت سيرة فوندا الذاتية حياتي حتى الآن عن راندوم هاوس للنشر. يصف الكتاب حياتها بأنها سلسلة من ثلاثة فصول، يمتد كل منها على ثلاثين عامًا، ويعلن أن «فصلها» الثالث سيحمل المغزى الأكبر، ويعود ذلك بجزء منه لالتزامها بالديانة المسيحية، بالإضافة إلى كون هذا الفصل سيحدد الأشياء التي سيتذكرها الناس بسببها.
حظيت سيرة فوندا الذاتية بترحيب النقاد، وقيل عنها إنها «مسلية وباعثة على الجنون مثل جين فوندا نفسها» ضمن المراجعة التي كُتبت عنها في صحيفة واشنطن بوست، إذ نُعتت فوندا بأنها «مجموعة جميلة من التناقضات». قالت صحيفة نيويورك تايمز عن الكتاب إنه «ذو تأثير لاذع باعث على الألم».
في يناير عام 2009، بدأت فوندا تدوّن يوميات عودتها إلى برودواي في مدونة عن طريق منشورات تتنوع مواضيعها بين صفوف البيلاتس ومخاوفها وحماسها تجاه مسرحيتها الجديدة. بالإضافة إلى ذلك، فهي تستخدم تويتر ولديها صفحة على فيسبوك.
في عام 2011، نشرت فوندا كتابًا جديدًا بعنوان ريعان الشباب: الحب، والصحة، والجنس، واللياقة، والصداقة، والروح المعنوية – استغلال حياتك على أكمل وجه. يقدم الكتاب قصصًا من حياتها وحياة الآخرين، ما يمنحها وجهة نظر حول كيفية تحسين معيشتها لما تدعوه «السنوات الحرجة من سن 45 و50، ولا سيما من سن 60 وما بعدها».

## أعمالها الخيرية
صبت فوندا تركيزها في الأعمال الخيرية على الشبان، والتعليم، والصحة التناسلية للمراهقين، والبيئة، والخدمات الإنسانية، والفنون.
سوّقت فوندا لمنتجاتها الناجحة من فيديوهات التمارين والكتب في سبيل تمويل حملة الديمقراطية الاقتصادية، وهي منظمة ضغط في كاليفورنيا أسستها مع زوجها الثاني توم هايدن في عام 1978.
أسست فوندا أيضًا «حملة جورجيا لتمكين المراهقين وتأمين الفرص لهم» في منتصف تسعينيات القرن العشرين و«مؤسسة فوندا للعائلة» في نهاية العقد نفسه. في منتصف العقد الأول من الألفية الجديدة، أسست فوندا مؤسسة جين فوندا في عام 2004 برأسمال قدره مليون دولار أمريكي من مالها الخاص، بصفة شركة أعمال خيرية تشغل هي بنفسها مناصب رئيستها، ورئيسة مجلسها الإداري، ومديرتها، وأمينتها العامة، وتساهم فوندا بعشر ساعات أسبوعيًا لهذا الغرض. في عام 2017، بدأت تبيع سلعًا تضم صور اعتقالها في عام 1970 على موقعها الإلكتروني، وذهبت عائداتها إلى حملة جورجيا.

## وصلات خارجية
- الموقع الرسمي
- جين فوندا على موقع IMDb (الإنجليزية)
- جين فوندا على موقع ميتاكريتيك (الإنجليزية)
- جين فوندا على موقع الموسوعة البريطانية (الإنجليزية)
- جين فوندا على موقع روتن توميتوز (الإنجليزية)
- جين فوندا على موقع مونزينجر (الألمانية)
- جين فوندا على موقع قاعدة بيانات الأفلام العربية
- جين فوندا على موقع ألو سيني (الفرنسية)
- جين فوندا على موقع ميوزك برينز (الإنجليزية)
- جين فوندا على موقع تيرنر كلاسيك موفيز (الإنجليزية)
- جين فوندا على موقع أول موفي (الإنجليزية)
- Jane Fonda at the جامعة ويسكونسن-ماديسون's Actors Studio audio collection
- مرات الظهور على سي-سبان
- جين فوندا على موقع Charlie Rose
- أخبار مُجمّعة وتعليقات عن جين فوندا في موقع صحيفة نيويورك تايمز.
- Jane Fonda Profile at تيرنر كلاسيك موفيز
- About.com article about Fonda's Vietnam era activities نسخة محفوظة 30 سبتمبر 2008 على موقع واي باك مشين.
- Jane Fonda and Gloria Steinem discuss The Women's Media Center, their non-profit media organization. (video)
- Fonda Family Genealogy
- Photo gallery at سي بي إس نيوز
- Jane Fonda Video produced by Makers: Women Who Make America
- An Interview with Jane Fonda on Gender

قالب:Tony hosts
قالب:U.S. anti-nuclear